# Жълта тремела
Жълтата тремела, наричана също жълта желирана гъба или жълта желатинова гъба (Tremella mesenterica), е вид неядлива базидиева гъба от семейство Tremellaceae.

## Описание
Плодното тяло достига широчина 4 cm и височина 3 cm. На вид е желатинозно, полупрозрачно, обагрено в бледожълто, златистожълто, оранжево-жълто, в редки случаи белезникаво. Първоначално е силно нагънато, поради което гъбата прилича на панделка, а по-късно гънките се разтеглят и се разширяват в горната част, наподобявайки листата на цъфнало цвете. Повърхността на гъбата отначало е гладка и леко лъскава, а след съзряването става фино кадифена от споровия прах. Месото като младо е меко и еластично, без особен вкус и мирис. В сухо време става тънко като люспица и чупливо, а във влажно време възвръща консистенцията си. Не е ясно установено дали гъбата е годна за храна.

## Местообитание
Среща се често през април – ноември, като расте поединично или на малки групи върху паднали клони на широколистни дървета (най-вече на дъб, габър, бук и върба), както и като паразит върху плодните тела на дърворушащи гъби от рода Peniophora.